# Victor Rebengiuc
Victor Rebengiuc (ur. 10 lutego 1933 w Bukareszcie) – rumuński aktor filmowy i teatralny, działacz opozycji antykomunistycznej.

## Życiorys
Od 1957 był członkiem zespołu aktorskiego w Teatrze Bulandra w Bukareszcie, gdzie w ciągu swojej długoletniej kariery teatralnej stworzył ponad 200 kreacji scenicznych. Występował też na deskach Teatru Narodowego i Teatru Małego w Bukareszcie oraz Teatru Narodowego w Klużu.
Przełomem w jego karierze filmowej była główna rola w nagrodzonym na MFF w Cannes obrazie historycznym Las powieszonych (1965) Liviu Ciulei. Rebengiuc pozostawał przez dziesięciolecia czołową postacią kinematografii rumuńskiej. Był jednym z ulubionych aktorów reżysera Luciana Pintilie (Dlaczego biją w dzwony, Mitica?, 1981; Dąb, 1992; Niki i Flo, 2003). Występował również w filmach Dana Pițy (Letnia opowieść, 1976; Prorok, złoto i Siedmiogrodzianie, 1978; Piaszczyste klify, 1983). Olbrzymią popularność przyniosła mu rola w kultowym filmie o rumuńskim folklorze Rodzina Moromete (1987) Stere Gulei.
Ze względu na antykomunistyczne poglądy, w latach 80. niektóre filmy z jego udziałem były cenzurowane lub zakazywane. Rebengiuc brał czynny udział w rewolucji rumuńskiej i obaleniu dyktatora Nicolae Ceaușescu.
W czasach demokratycznych nie zaprzestał pracy w filmie i teatrze. Występuje często w filmach rumuńskiej nowej fali, m.in. Medal honorowy (2009) Călina Petera Netzera, Wtorek, po świętach (2010) Radu Munteana, Japoński piesek (2013) Tudora Cristiana Jurgiu czy Aferim! (2015) Radu Judego. Za role w Medalu honorowym i Japońskim piesku Rebengiuc – mający ponad 75 lat – zdobył dwukrotnie Nagrodę Gopo dla najlepszego rumuńskiego aktora.